# Muyinga
Muyinga è un comune del Burundi situato nella provincia di Muyinga con 138 227 abitanti (censimento 2008).

## Geografia antropica

### Suddivisioni amministrative
Il comune è suddiviso in 47 colline.

## Amministrazione

### Gemellaggi
- Brentonico, dal 2013[2]